# Normfallbeschleunigung
Die Normfallbeschleunigung, auch Standardschwerkraft, ist ein per Konvention festgelegter Standardwert für das Schwerefeld der Erde. Er entspricht ungefähr der Fallbeschleunigung auf Meereshöhe auf 45° geographischer Breite.

## Definition
Der Standardwert gn (auch: g0) für die Fallbeschleunigung wurde 1901 von der 3. Generalkonferenz für Maß und Gewicht (CGPM) festgelegt und ist bis heute international gültig:
{\displaystyle g_{\text{n}}=9{,}806\,65\ {\frac {\mathrm {m} }{\mathrm {s} ^{2}}}}
Der Wert der Fallbeschleunigung variiert wegen der Zentrifugalkraft, Erdabplattung und Höhenprofil regional um einige Promille. An den Polen beträgt sie 9,832 m/s2, am Äquator 9,780 m/s2. Hinzu kommt, dass die Erdanziehung aufgrund regionaler Massenverteilung variiert (siehe Gravimetrie). Der als Standard festgelegte Wert ergab sich aus (aus heutiger Sicht überholten) Messungen von Gilbert Étienne Defforges am BIPM bei Paris, extrapoliert auf 45° (nördlicher, oder südlicher) Breite und auf Meereshöhe. Dieser Wert war zuvor schon in die Gesetzgebung von Österreich-Ungarn eingeflossen.

## Verwendung als Maßeinheit
Wenn es um Kraft aufgrund von Beschleunigung (g-Kraft) geht oder um die Schwerkraft auf anderen Himmelskörpern, wird oft die Erdschwerkraft und damit die Normfallbeschleunigung als Maßstab genommen. Sie wird dann meist einfach g geschrieben.
Die Gewichtskraft diente früher (vom 19. Jahrhundert bis in die 1970er Jahre) zur Definition von Maßeinheiten (Technisches Einheitensystem):
- Das Kilopond (kp), zuvor auch „Kraftkilogramm“ genannt, definiert als die Gewichtskraft einer Masse von 1 kg (analog dazu das angloamerikanische pound-force lbf),
- der Kilopondmeter (kpm), die geleistete Arbeit, wenn ein Gewicht von 1 kp um 1 m angehoben wird,
- die Pferdestärke, die benötigte Leistung, um in einer Sekunde eine Arbeit von 75 kpm zu leisten, und analog dazu die angloamerikanische Einheit horsepower,
- der Meter Wassersäule (mWS), der Druck, den ein Megapond auf einen Quadratmeter ausübt: 1 mWS = 1000 kp/m²,
- das Torr (Millimeter-Quecksilbersäule), der Druck, den die Gewichtskraft einer 1 mm hohen Quecksilbersäule ausübt.
- Die Celsius-Temperaturskala war ursprünglich u. a. über den Siedepunkt von Wasser bei 760 Torr definiert, wobei dieser sehr empfindlich vom Druck abhängt.

Mit dem Fortschritt der Messtechnik genügte die Verwendung der jeweils lokalen Schwerkraft nicht mehr den Genauigkeitsanforderungen. Daher wurde 1901 der Standardwert festgelegt. Seitdem waren kp, kp·m, PS und mWS über das metrische System definiert.